# 水嶋篤次
水嶋 篤次（みずしま とくじ、1897年 <明治30年> 11月2日 - 1979年 <昭和54年> 10月2日）は、日本の経営者。新潟県出身。位階は従四位。

## 経歴
1922年に早稲田大学商学部を卒業し、同年に大倉土木(のちの大成建設)に入社。1946年8月に取締役に就任し、1947年3月に常務に就任したが、同年10月に公職追放を受け、退社。1950年12月に顧問として復帰し、監査役、常務、専務を経て、1960年12月から1963年5月までに社長を務めた。
1961年に藍綬褒章を受章し、1964年に紺綬褒章を受章し、1967年11月に勲三等瑞宝章を受章。
1979年10月2日心不全のために死去。81歳没。死没日付をもって従四位に叙された。